# Back to Front
Back to Front és el primer àlbum recopilatori del cantant nord-americà de R&B Lionel Richie; va aparèixer el 5 de maig del 1992. En la versió internacional s'inclouen els temes Dancing on the Ceiling i Stuck on You. Es va col·locar al número 1 de les llistes de venda britàniques en el moment d'aparèixer.

## Llista de temes
1. "Do It To Me"
2. "My Destiny"
3. "Love, Oh Love"
4. "All Night Long (All Night)"
5. "Easy"
6. "Still"
7. "Endless Love"
8. "Running With The Night"
9. "Sail On"
10. "Hello"
11. "Truly"
12. "Penny Lover"
13. "Say You, Say Me"
14. "Three Times A Lady"